# Campionat d'Austràlia de ciclisme en contrarellotge
El Campionat d'Austràlia de ciclisme en contrarellotge és una competició ciclista que serveix per a determinar el Campió d'Austràlia en la modalitat. El títol s'atorga al vencedor d'una única carrera.
El mallot de campió d'Austràlia no està inspirat en els colors de la bandera australiana, sinó que es tracta de dues franges verdes que n'envolten una de groga.

## Palmarès masculí
| Any  | Vencedor            | Segon           | Tercer           |         |
| ---- | ------------------- | --------------- | ---------------- | ------- |
| 1994 | Nathan O'Neill      | Jonathan Hall   | Anthony Gaudry   |         |
| 1995 | Matthew White       | Paul Brosnan    | Jonathan Hall    |         |
| 1996 | Nathan O'Neill      | Brett Dennis    | Matthew White    |         |
| 1997 | Jonathan Hall       | Jamie Drew      | Steve Williams   |         |
| 1998 | Nathan O'Neill      | Tom Leaper      | Tristan Priem    |         |
| 1999 | Jonathan Hall       | Dennis Mungoven | Peter Milostic   |         |
| 2000 | suspesa             | suspesa         | suspesa          | suspesa |
| 2001 | Kristjan Snorrasson | Dennis Mungoven | Russell Van Hout |         |
| 2002 | Nathan O'Neill      | Michael Rogers  | Benjamin Day     |         |
| 2003 | Benjamin Day        | Michael Rogers  | Adrian Laidler   |         |
| 2004 | Nathan O'Neill      | Peter Milostic  | Luke Roberts     |         |
| 2005 | Nathan O'Neill      | Rory Sutherland | Russell Van Hout |         |
| 2006 | Nathan O'Neill      | Luke Roberts    | Benjamin Day     |         |
| 2007 | Nathan O'Neill      | Rory Sutherland | David Pell       |         |
| 2008 | Adam Hansen         | Rory Sutherland | Benjamin Day     |         |
| 2009 | Michael Rogers      | Cameron Meyer   | Richie Porte     |         |
| 2010 | Cameron Meyer       | Jack Anderson   | Luke Roberts     |         |
| 2011 | Cameron Meyer       | Jack Bobridge   | Michael Matthews |         |
| 2012 | Luke Durbridge      | Cameron Meyer   | Michael Rogers   |         |
| 2013 | Luke Durbridge      | Rohan Dennis    | Michael Matthews |         |
| 2014 | Michael Hepburn     | Luke Durbridge  | Damien Howson    |         |
| 2015 | Richie Porte        | Rohan Dennis    | Jack Bobridge    |         |
| 2016 | Rohan Dennis        | Richie Porte    | Sean Lake        |         |
| 2017 | Rohan Dennis        | Luke Durbridge  | Benjamin Dyball  |         |
| 2018 | Rohan Dennis        | Luke Durbridge  | Richie Porte     |         |
| 2019 | Luke Durbridge      | Rohan Dennis    | Cameron Meyer    |         |
| 2020 | Luke Durbridge      | Rohan Dennis    | Chris Harper     |         |
| 2021 | Lucas Plapp         | Luke Durbridge  | Kelland O'Brien  |         |
| 2022 | Rohan Dennis        | Luke Durbridge  | Conor Leahy      |         |
| 2023 | Jay Vine            | Luke Durbridge  | Kelland O'Brien  |         |
| 2024 | Lucas Plapp         | Chris Harper    | Michael Hepburn  |         |
| 2025 | Lucas Plapp         | Jay Vine        | Kelland O'Brien  |         |

### Palmarès sub-23
| Any  | Primer             | Segon           | Tercer                 |
| 2002 | Jonathan Davis     | Jens Mouris     | Lee Godfrey            |
| 2003 | Adrian Laidler     | Mark Jamieson   | Jonathan Davis         |
| 2004 | Mark Jamieson      | Richard Moffatt | William Walker         |
| 2005 | Mark Jamieson      | Richard Moffatt | Samuel Lee             |
| 2006 | Shaun Higgerson    | Mark Jamieson   | Miles Olman            |
| 2007 | Zakkari Dempster   | Hayden Josefski | Miles Olman            |
| 2008 | Matt King          | Benjamin King   | Travis Meyer           |
| 2009 | Jack Bobridge      | Travis Meyer    | Michael Matthews       |
| 2010 | Rohan Dennis       | Luke Durbridge  | Michael Matthews       |
| 2011 | Luke Durbridge     | Michael Hepburn | Jay McCarthy           |
| 2012 | Rohan Dennis       | Damien Howson   | Campbell Flakemore     |
| 2013 | Damien Howson      | Alex Morgan     | Campbell Flakemore     |
| 2014 | Jordan Kerby       | Harry Carpenter | Miles Scotson          |
| 2015 | Miles Scotson      | Oscar Stevenson | Harry Carpenter        |
| 2016 | Callum Scotson     | Miles Scotson   | Ben Alexander O'Connor |
| 2017 | Callum Scotson     | Robert Stannard | Michael Storer         |
| 2018 | Callum Scotson     | Samuel Jenner   | Jason Lea              |
| 2019 | Liam Magennis      | Luke Plapp      | Samuel Jenner          |
| 2020 | Luke Plapp         | Kelland O'Brien | Carter Turnbull        |
| 2021 | Carter Turnbull    | Conor Leahy     | Pat Eddy               |
| 2022 | Carter Turnbull    | Matthew Dinham  | Zachary Marriage       |
| 2023 | Alastair Mackellar | Oliver Bleddyn  | Zachary Marriage       |
| 2024 | Jackson Medway     | Hamish Mckenzie | Oscar Chamberlain      |
| 2025 | Zac Marriage       | Fergus Browning | John Carter            |

## Palmarès femení
| Any  | Vencedor          | Segon            | Tercer             |
| ---- | ----------------- | ---------------- | ------------------ |
| 1991 | Catherine Hart    | Ingrid Eadie     | Jane McDonald      |
| 1992 | Kathryn Watt      | Ingrid Eadie     | Catherine Hart     |
| 1993 | Kathryn Watt      | Anita Crossley   | Cathy Reardon      |
| 1994 | Kathryn Watt      | Susan Poidevin   | Cathy Reardon      |
| 1995 | Tracey Gaudry     | Kathryn Watt     | Melissa Berryman   |
| 1996 | Kathryn Watt      | Anna Wilson      | Lynn Nixon         |
| 1997 | Anna Wilson       | Kathryn Watt     | Ellie Kennedy      |
| 1998 | Anna Wilson       | Kathryn Watt     | Jodie Brewer       |
| 1999 | Kristy Scrymgeour | Kathryn Watt     | Tracey Gaudry      |
| 2000 | Tracey Gaudry     | Anna Wilson      | Kristy Scrymgeour  |
| 2001 | Anna Millward     | Alison Wright    | Sara Carrigan      |
| 2002 | Sara Carrigan     | Anna Millward    | Hayley Rutherford  |
| 2003 | Sara Carrigan     | Olivia Gollan    | Oenone Wood        |
| 2004 | Oenone Wood       | Sara Carrigan    | Kathryn Watt       |
| 2005 | Oenone Wood       | Sara Carrigan    | Amy Gillett        |
| 2006 | Kathryn Watt      | Sara Carrigan    | Natalie Bates      |
| 2007 | Carla Ryan        | Kathryn Watt     | Toireasa Gallagher |
| 2008 | Bridie O'Donnell  | Sara Carrigan    | Alexis Rhodes      |
| 2009 | Carla Ryan        | Alexis Rhodes    | Kathryn Watt       |
| 2010 | Amber Halliday    | Bridie O'Donnell | Carly Light        |
| 2011 | Shara Gillow      | Taryn Heather    | Ruth Corset        |
| 2012 | Shara Gillow      | Taryn Heather    | Bridie O'Donnell   |
| 2013 | Shara Gillow      | Grace Sulzberger | Felicity Wardlaw   |
| 2014 | Felicity Wardlaw  | Shara Gillow     | Bridie O'Donnell   |
| 2015 | Shara Gillow      | Bridie O'Donnell | Taryn Heather      |
| 2016 | Katrin Garfoot    | Shara Gillow     | Tiffany Cromwell   |
| 2017 | Katrin Garfoot    | Shara Gillow     | Kate Perry         |
| 2018 | Katrin Garfoot    | Lucy Kennedy     | Shara Gillow       |
| 2019 | Grace Brown       | Gracie Elvin     | Kate Perry         |
| 2020 | Sarah Gigante     | Grace Brown      | Emily Roper        |
| 2021 | Sarah Gigante     | Grace Brown      | Nicole Frain       |
| 2022 | Grace Brown       | Amber Pate       | Lisa Jacob         |
| 2023 | Grace Brown       | Georgie Howe     | Brodie Chapman     |
| 2024 | Grace Brown       | Brodie Chapman   | Georgie Howe       |
| 2025 | Brodie Chapman    | Amber Pate       | Anya Louw          |